# Darko Čurlinov
Darko Čurlinov (in macedone Дарко Чурлинов?; Skopje, 11 luglio 2000) è un calciatore macedone, centrocampista dello Jagiellonia, in prestito dal Burnley, e della nazionale macedone.

## Carriera

### Club
Ha sempre giocato in Germania, prima all'LSG Elmenhorst, poi all'Hansa Rostock fino al 2015, al Magdeburgo fino al 2016 e proprio dal 2016 al Colonia.
L'8 gennaio 2020 viene ceduto allo Stoccarda.
Il 18 agosto 2021 viene ceduto in prestito allo Schalke 04.
Il 19 agosto 2022 viene acquistato dal Burnley.
Dopo un anno e mezzo di militanza nei clarets in cui ha trovato poco spazio, il 23 gennaio 2024 fa ritorno Schalke 04 con la formula del prestito.
Il 7 agosto 2024 viene ceduto in prestito al Jagiellonia.

### Nazionale
Nel 2015 inizia a giocare con le nazionali giovanili macedoni, disputando 3 amichevoli fino al 2016. Nel 2016 gioca con l'Under-17 tre gare di qualificazione agli Europei di categoria del 2017. Il 28 marzo 2017, a 16 anni e 8 mesi, debutta in nazionale maggiore, in un'amichevole contro la Bielorussia in casa a Skopje vinta per 3-0, nella quale entra all' 83' diventando il più giovane esordiente della sua Nazionale.
Dopo quella partita non viene più convocato sino al maggio 2021, mese in cui viene inserito nella lista dei 26 convocati per l'europeo; il 4 giugno, in occasione dell'amichevole pre-manifestazione vinta 4-0 contro il Kazakistan, segna la sua prima rete con la massima selezione macedone.

## Statistiche

### Presenze e reti nei club
Statistiche aggiornate al 29 ottobre 2019.
| Stagione          | Squadra           | Campionato        | Campionato | Campionato | Coppe nazionali | Coppe nazionali | Coppe nazionali | Coppe continentali | Coppe continentali | Coppe continentali | Altre coppe | Altre coppe | Altre coppe | Totale | Totale |
| Stagione          | Squadra           | Comp              | Pres       | Reti       | Comp            | Pres            | Reti            | Comp               | Pres               | Reti               | Comp        | Pres        | Reti        | Pres   | Reti   |
| ----------------- | ----------------- | ----------------- | ---------- | ---------- | --------------- | --------------- | --------------- | ------------------ | ------------------ | ------------------ | ----------- | ----------- | ----------- | ------ | ------ |
| 2018-2019         | Colonia II        | R                 | 1          | 0          | -               | -               | -               | -                  | -                  | -                  | -           | -           | -           | 1      | 0      |
| 2019-gen. 2020    | Colonia II        | R                 | 9          | 6          | -               | -               | -               | -                  | -                  | -                  | -           | -           | -           | 9      | 6      |
| Totale Colonia II | Totale Colonia II | Totale Colonia II | 10         | 6          |                 | -               | -               |                    | -                  | -                  |             | -           | -           | 10     | 6      |
| 2019-gen. 2020    | Colonia           | BL                | 1          | 0          | -               | -               | -               | -                  | -                  | -                  | -           | -           | -           | 1      | 0      |
| gen.-giu. 2020    | Stoccarda         | 2.BL              | 6          | 1          | CG              | 0               | 0               | -                  | -                  | -                  | -           | -           | -           | 6      | 1      |
| 2020-2021         | Stoccarda         | BL                | 14         | 0          | CG              | 2               | 0               | -                  | -                  | -                  | -           | -           | -           | 16     | 0      |
| lug.-ago. 2021    | Stoccarda         | BL                | 0          | 0          | CG              | 1               | 1               | -                  | -                  | -                  | -           | -           | -           | 1      | 1      |
| ago. 2021-2022    | Schalke 04        | 2.BL              | 22         | 2          | CG              | 1               | 0               | -                  | -                  | -                  | -           | -           | -           | 23     | 2      |
| lug.-ago. 2022    | Stoccarda         | BL                | 1          | 0          | CG              | 1               | 1               | -                  | -                  | -                  | -           | -           | -           | 2      | 1      |
| Totale Stoccarda  | Totale Stoccarda  | Totale Stoccarda  | 21         | 1          |                 | 4               | 2               |                    | -                  | -                  |             | -           | -           | 25     | 3      |
| ago. 2022-2023    | Burnley           | FLC               | 7          | 0          | FACup+CdL       | 4+2             | 0               | -                  | -                  | -                  | -           | -           | -           | 13     | 0      |
| gen.-giu. 2024    | Schalke 04        | 2.BL              | 10         | 1          | CG              | 0               | 0               | -                  | -                  | -                  | -           | -           | -           | 10     | 1      |
| 2024-2025         | Jagiellonia       | EK                | 24         | 5          | CP              | 2               | 0               | UEL+UECL           | 2+12               | 0+2                | SP          | 1           | 0           | 41     | 7      |
| Totale carriera   | Totale carriera   | Totale carriera   | 95         | 15         |                 | 13              | 2               |                    | 14                 | 2                  |             | 1           | 0           | 123    | 19     |

### Cronologia presenze e reti in nazionale
| Cronologia completa delle presenze e delle reti in nazionale ― Macedonia | Cronologia completa delle presenze e delle reti in nazionale ― Macedonia | Cronologia completa delle presenze e delle reti in nazionale ― Macedonia | Cronologia completa delle presenze e delle reti in nazionale ― Macedonia | Cronologia completa delle presenze e delle reti in nazionale ― Macedonia | Cronologia completa delle presenze e delle reti in nazionale ― Macedonia | Cronologia completa delle presenze e delle reti in nazionale ― Macedonia | Cronologia completa delle presenze e delle reti in nazionale ― Macedonia |
| Data                                                                     | Città                                                                    | In casa                                                                  | Risultato                                                                | Ospiti                                                                   | Competizione                                                             | Reti                                                                     | Note                                                                     |
| ------------------------------------------------------------------------ | ------------------------------------------------------------------------ | ------------------------------------------------------------------------ | ------------------------------------------------------------------------ | ------------------------------------------------------------------------ | ------------------------------------------------------------------------ | ------------------------------------------------------------------------ | ------------------------------------------------------------------------ |
| 28-3-2017                                                                | Skopje                                                                   | Macedonia                                                                | 3 – 0                                                                    | Bielorussia                                                              | Amichevole                                                               | -                                                                        | 82’                                                                      |
| 1-6-2021                                                                 | Skopje                                                                   | Macedonia del Nord                                                       | 1 – 1                                                                    | Slovenia                                                                 | Amichevole                                                               | -                                                                        | 82’                                                                      |
| 4-6-2021                                                                 | Skopje                                                                   | Macedonia del Nord                                                       | 4 – 0                                                                    | Kazakistan                                                               | Amichevole                                                               | 1                                                                        | 73’                                                                      |
| 17-6-2021                                                                | Bucarest                                                                 | Ucraina                                                                  | 2 – 1                                                                    | Macedonia del Nord                                                       | Euro 2020 - 1º turno                                                     | -                                                                        | 46’                                                                      |
| 21-6-2021                                                                | Amsterdam                                                                | Paesi Bassi                                                              | 3 – 0                                                                    | Macedonia del Nord                                                       | Euro 2020 - 1º turno                                                     | -                                                                        | 56’                                                                      |
| 2-9-2021                                                                 | Skopje                                                                   | Macedonia del Nord                                                       | 0 – 0                                                                    | Armenia                                                                  | Qual. Mondiali 2022                                                      | -                                                                        |                                                                          |
| 5-9-2021                                                                 | Reykjavík                                                                | Islanda                                                                  | 2 – 2                                                                    | Macedonia del Nord                                                       | Qual. Mondiali 2022                                                      | -                                                                        |                                                                          |
| 8-9-2021                                                                 | Skopje                                                                   | Macedonia del Nord                                                       | 0 – 0                                                                    | Romania                                                                  | Qual. Mondiali 2022                                                      | -                                                                        | 78’                                                                      |
| 8-10-2021                                                                | Vaduz                                                                    | Liechtenstein                                                            | 0 – 4                                                                    | Macedonia del Nord                                                       | Qual. Mondiali 2022                                                      | 1                                                                        |                                                                          |
| 11-10-2021                                                               | Skopje                                                                   | Macedonia del Nord                                                       | 0 – 4                                                                    | Germania                                                                 | Qual. Mondiali 2022                                                      | -                                                                        |                                                                          |
| 11-11-2021                                                               | Erevan                                                                   | Armenia                                                                  | 0 – 5                                                                    | Macedonia del Nord                                                       | Qual. Mondiali 2022                                                      | -                                                                        | 77’                                                                      |
| 14-11-2021                                                               | Skopje                                                                   | Macedonia del Nord                                                       | 3 – 1                                                                    | Islanda                                                                  | Qual. Mondiali 2022                                                      | -                                                                        | 63’                                                                      |
| 24-3-2022                                                                | Palermo                                                                  | Italia                                                                   | 0 – 1                                                                    | Macedonia del Nord                                                       | Qual. Mondiali 2022                                                      | -                                                                        |                                                                          |
| 29-3-2022                                                                | Porto                                                                    | Portogallo                                                               | 2 – 0                                                                    | Macedonia del Nord                                                       | Qual. Mondiali 2022                                                      | -                                                                        | 59’                                                                      |
| 2-6-2022                                                                 | Sofia                                                                    | Bulgaria                                                                 | 1 – 1                                                                    | Macedonia del Nord                                                       | UEFA Nations League 2022-2023 - 1º turno                                 | -                                                                        | 46’                                                                      |
| 9-6-2022                                                                 | Skopje                                                                   | Macedonia del Nord                                                       | 0 – 3                                                                    | Georgia                                                                  | UEFA Nations League 2022-2023 - 1º turno                                 | -                                                                        |                                                                          |
| 12-6-2022                                                                | Skopje                                                                   | Macedonia del Nord                                                       | 4 – 0                                                                    | Gibilterra                                                               | UEFA Nations League 2022-2023 - 1º turno                                 | 1                                                                        | 46’                                                                      |
| 23-3-2023                                                                | Skopje                                                                   | Macedonia del Nord                                                       | 2 – 1                                                                    | Malta                                                                    | Qual. Euro 2024                                                          | 1                                                                        | 58’                                                                      |
| 27-3-2023                                                                | Skopje                                                                   | Macedonia del Nord                                                       | 1 – 0                                                                    | Fær Øer                                                                  | Amichevole                                                               | -                                                                        | 79’                                                                      |
| 14-10-2023                                                               | Praga                                                                    | Ucraina                                                                  | 2 – 0                                                                    | Macedonia del Nord                                                       | Qual. Euro 2024                                                          | -                                                                        | 46’                                                                      |
| 17-10-2023                                                               | Strumica                                                                 | Macedonia del Nord                                                       | 3 – 1                                                                    | Armenia                                                                  | Amichevole                                                               | -                                                                        | 55’                                                                      |
| 17-11-2023                                                               | Roma                                                                     | Italia                                                                   | 5 – 2                                                                    | Macedonia del Nord                                                       | Qual. Euro 2024                                                          | -                                                                        | 72’ 79’                                                                  |
| 22-3-2024                                                                | Boztepe                                                                  | Macedonia del Nord                                                       | 1 – 1                                                                    | Moldavia                                                                 | Amichevole                                                               | -                                                                        | 63’                                                                      |
| 25-3-2024                                                                | Boztepe                                                                  | Montenegro                                                               | 1 – 0                                                                    | Macedonia del Nord                                                       | Amichevole                                                               | -                                                                        | 51’                                                                      |
| 3-6-2024                                                                 | Fiume                                                                    | Croazia                                                                  | 3 – 0                                                                    | Macedonia del Nord                                                       | Amichevole                                                               | -                                                                        | 66’                                                                      |
| 7-9-2024                                                                 | Tórshavn                                                                 | Fær Øer                                                                  | 1 – 1                                                                    | Macedonia del Nord                                                       | UEFA Nations League 2024-2025 - 1º turno                                 | -                                                                        | 77’                                                                      |
| 10-9-2024                                                                | Skopje                                                                   | Macedonia del Nord                                                       | 2 – 0                                                                    | Armenia                                                                  | UEFA Nations League 2024-2025 - 1º turno                                 | -                                                                        | 4’                                                                       |
| 14-11-2024                                                               | Skopje                                                                   | Macedonia del Nord                                                       | 1 – 0                                                                    | Lettonia                                                                 | UEFA Nations League 2024-2025 - 1º turno                                 | -                                                                        | 58’                                                                      |
| 17-11-2024                                                               | Skopje                                                                   | Macedonia del Nord                                                       | 1 – 0                                                                    | Fær Øer                                                                  | UEFA Nations League 2024-2025 - 1º turno                                 | -                                                                        | 54’                                                                      |
| 22-3-2025                                                                | Vaduz                                                                    | Liechtenstein                                                            | 0 – 3                                                                    | Macedonia del Nord                                                       | Qual. Mondiali 2026                                                      | -                                                                        | 80’                                                                      |
| 25-3-2025                                                                | Skopje                                                                   | Macedonia del Nord                                                       | 1 – 1                                                                    | Galles                                                                   | Qual. Mondiali 2026                                                      | -                                                                        | 61’                                                                      |
| 6-6-2025                                                                 | Skopje                                                                   | Macedonia del Nord                                                       | 1 – 1                                                                    | Belgio                                                                   | Qual. Mondiali 2026                                                      | -                                                                        | 57’                                                                      |
| 9-6-2025                                                                 | Astana                                                                   | Kazakistan                                                               | 0 – 1                                                                    | Macedonia del Nord                                                       | Qual. Mondiali 2026                                                      | -                                                                        | 53’                                                                      |
| Totale                                                                   |                                                                          | Presenze                                                                 | 33                                                                       |                                                                          | Reti                                                                     | 4                                                                        |                                                                          |

## Palmarès

### Club

#### Competizioni nazionali
- Campionato inglese di seconda divisione: 1

Burnley: 2022-2023